# أليكس بيلوس
ألكسندر بيلوس (مواليد 1969) كاتب بريطاني ومذيع ومتواصل في الرياضيات. وهو مؤلف كتب عن البرازيل والرياضيات، وله عمود في صحيفة الغارديان.

## التعليم والحياة المبكرة
ولد أليكس بيلوس في أكسفورد ونشأ في إدنبرة وساوثهامبتون. تلقى تعليمه في مدرسة هامبتون بارك الشاملة وكلية ريتشارد تونتون السادسة النموذجية في ساوثهامبتون. ذهب لدراسة الرياضيات والفلسفة في كلية كوربوس كريستي، أكسفورد، حيث كان محررًا لمجلة الطالب تشيرويل.[بحاجة لمصدر]